# Фоминогорская
Фоминогорская — деревня в Верховажском районе Вологодской области.
Входит в состав Чушевицкого сельского поселения, с точки зрения административно-территориального деления — в Чушевицкий сельсовет.
Расстояние по автодороге до районного центра Верховажья — 49,4 км, до центра муниципального образования Чушевиц — 5,6 км. Ближайшие населённые пункты — Парищево, Пукирево, Каменка, Мосеево.
По переписи 2002 года население — 24 человека (9 мужчин, 15 женщин). Всё население — русские.